# Giulio Baldigara
Giulio Cesare Baldigara (? – 1588. január 14. és március 8. között) olasz építész, aki testvérével, Ottavio Baldigarával együtt hosszú ideig állt a Habsburg Birodalom szolgálatában.

## Életpályája
Születési ideje és helye ismeretlen, de valószínűleg Triesztből, hajóépítő családból származott. Két fiútestvérét és egy lánytestvérét említik az adatok. Feleségéről és gyermekei számáról nem maradtak fenn adatok. Házasságkötési idejét azonban feljegyezték; 1573. április és június között nősült, Itáliában.
1559-ben nevezte ki a nyitrai püspök Budatin és Trencsén erődítményeinek ellenőrzésére, majd 1566-ban testvérével, Ottavióval együtt dolgozott Szatmár és Trencsén várának rekonstrukcióján és az utóbbi két városban az ő irányítása alatt folytak a munkálatok egészen 1573-ig, amikor Szatmár új erődítményének átadását és ellenőrzését is testvére, Ottavio, mint szuperintendens végezte több más magyarországi erődítménnyel együtt.
1567-ben Baldigara már készített egy tervet Érsekújvár falainak helyreállítására és a császári haditanács 1571-ben jóvá is hagyta a munkát. Később azonban II. Miksa császár úgy döntött, hogy új erődöt kell építeni. E munkálatok előkészítésének feladatát Ottavio Baldigarára bízták, aki szorosan együttműködött testvérével. A terveket a Birodalmi Tanács is jóváhagyta és 1580-ban Ottavio irányításával megkezdődtek a munkálatok, kinek az oldalán állt testvére, Gulio is 1583-ig. 1585 novemberében még jelen volt az érsekújvári vár építkezésein, 1587 májusában pedig Egerben járt, malmának ügyeit intézte. Az utolsó adat róla végrendeletének dátuma, 1588. január 14.
Gulio Baldigara valószínű, hogy 1588. január 14. és március 8-a között hunyt el.

## Fontosabb magyarországi közreműködései

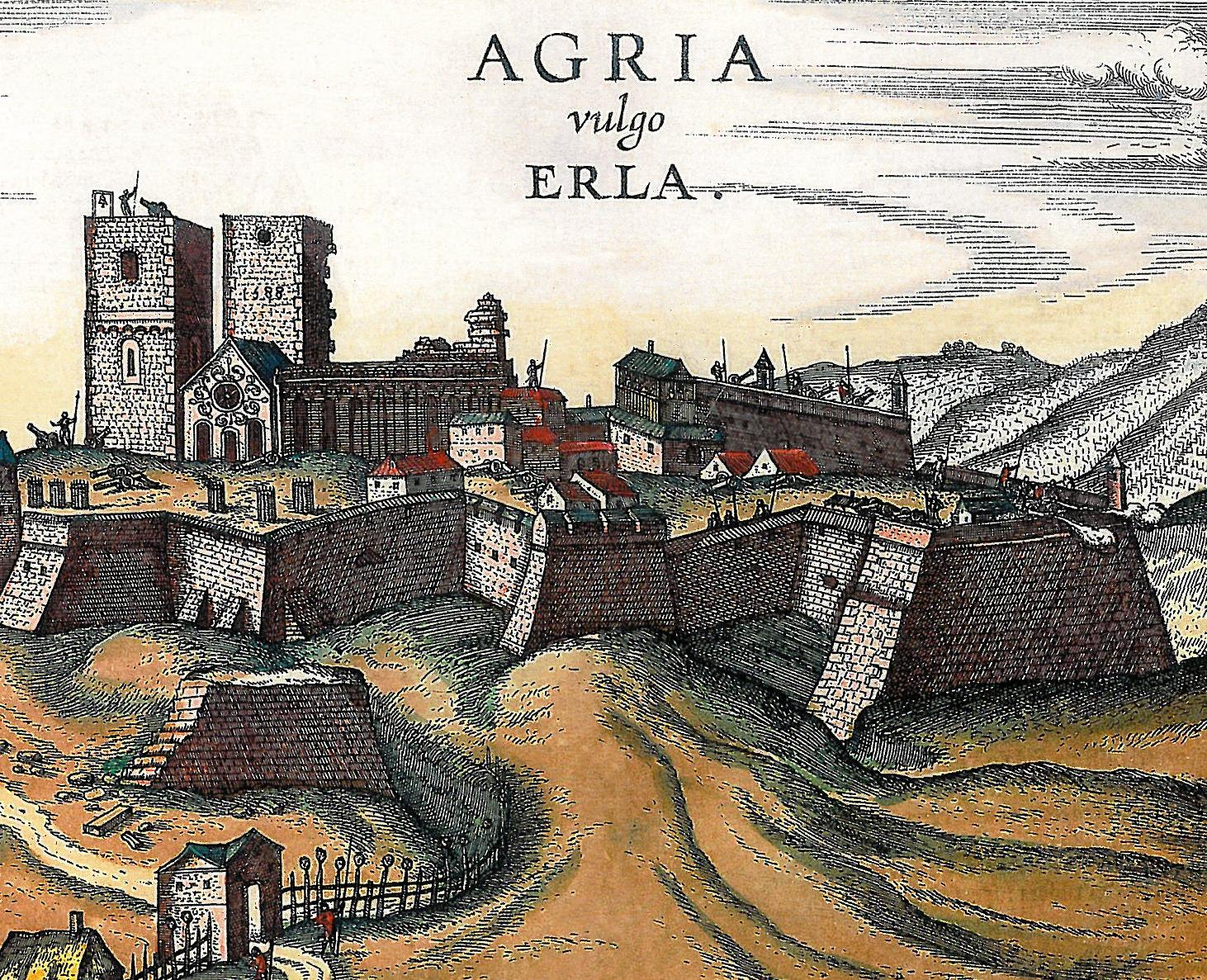
Az egri vár, Georg Hoefnagel holland rézmetsző színezett metszetének részlete (1590 körül)

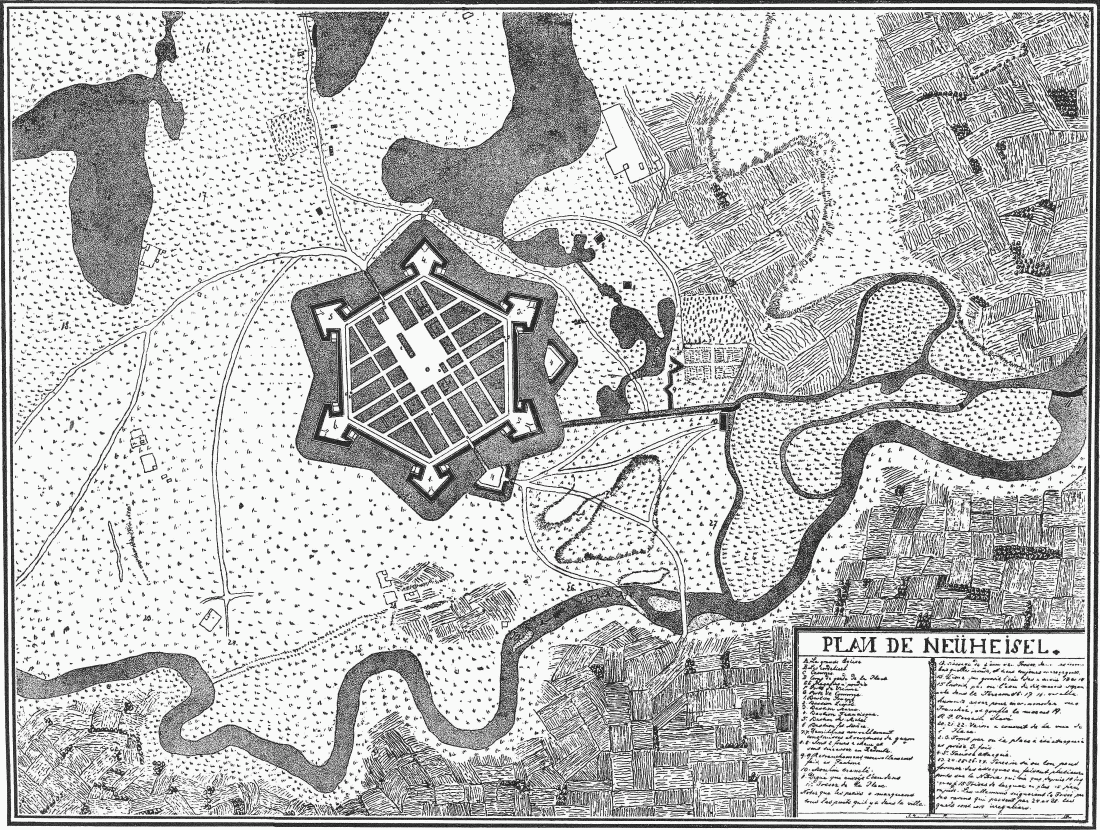
A Baldigara testvérek által tervezett nagyobbik érsekújvári vár

- 1565-ben - A tokaji vár építkezések irányítása?
- 1568-ban - Az egri vár építkezések irányítása
- 1569 februárja előtt - Kassa, Tokaj, Szendrő, Eger szemleút
- 1569. április - Egri várépítkezések irányítása
- 1569 novembere - Tokaj szemleút
- 1570 - Tokaj? tervet készített a Tiszán átívelő hídról
- 1571. május-október - Egri várépítkezések irányítása
- 1572 - Egri várépítkezések irányítása
- 1573. június - Egri vár, építkezések irányítása
- 1573. július - szatmári vár, segítség a beomlott kurtina kijavításához
- 1573. július - Ónod tanácsadás
- 1573. október - kállói vár? építkezések irányítása?
- 1574-1575 - Eger, építkezések irányítása
- 1574. augusztus - Tokaj, hídépítés?
- 1578. június - Tokaj, a tokaji Tisza-híd megépítési lehetőségeinek vizsgálata
- 1578. december - Eger, építkezések irányítása
- 1580. május - Érsekújvár, építkezések irányítása
- 1580 - kisvárdai vár építkezések irányítása
- 1580 - kállói vár, építkezések irányítása
- 1581. január-május - Érsekújvár, építkezések irányítása
- 1581. július - Szatmár, szemleút
- 1581. augusztus-november - Érsekújvár, építkezések irányítása
- 1582. április-augusztus - Érsekújvár, építkezések irányítása
- 1582-1583 tele - Szatmár, szemleút
- 1583. február - Érsekújvár, építkezések irányítása
- 1583. július - Érsekújvár, építkezések irányítása
- 1584. március - Várad, szemleút
- 1584. május - Korpona, szemleút
- 1584. július - 1585. március - Várad, szemleút
- 1585 márciusától - Érsekújvár, építkezések irányítása
- 1585. április - Boroszló? szemleút
- 1585. június - Tokaj, szemleút
- 1585. novembertől - Érsekújvár, építkezések irányítása